# Amalopteryx maritima
Amalopteryx maritima är en tvåvingeart som beskrevs av Eaton 1875. Amalopteryx maritima ingår i släktet Amalopteryx och familjen vattenflugor. Inga underarter finns listade i Catalogue of Life.